# Танцы с волками (альбом)
«Танцы с волками» — третий альбом российской рок-группы «Иван Кайф».
Альбом был записан в 1998 году на MDM-records, но в связи с экономическим кризисом 1998 года был выпущен только осенью 1999 года ограниченным тиражом. После записи все музыканты, кроме Михаила Зуева вернулись из Москвы в Новосибирск.

## Список композиций
1. «Унесённые ветром»
2. «Серые глаза»
3. «Летний дождь»
4. «Танцы с волками»
5. «Кто-то»
6. «Инцидент»
7. «Ангел II»
8. «Шоколадный волк»
9. «Сибирь»
10. «Хорошо»
11. «Хмурое утро»
12. «Мне осталось»

На песни «Ангел II» и «Танцы с волками» были сняты видеоклипы.

## Участники
- М. Зуев — вокал, клавишные, губная гармоника
- Е. Панин — вокал, гитара, бас-гитара
- Ю. Бобков — бас-гитара
- Ник. Сорока — барабаны
- Стихи и музыка — М. Зуев, Е. Панин (11)
- Звукорежиссёр — Иван Евдокимов
- Мастеринг — Иван Евдокимов